# ملتحية
المُلْتَحِيَة أو السَّفَوِيَّة أو ذيل الفأر (الاسم العلمي: Polypogon)، جنس نباتات حولية معمرة من فصيلة النجيلية، عالمية التوزيع تقريبًا. وتُعرف أيضًا باسم حشيشة لحوية أو حشيشة قدم الأرانب.